# Rosenthal (porcelaine)
Pour les articles homonymes, voir Rosenthal.
La société Rosenthal, créée en 1879, est une entreprise allemande de fabrication de porcelaine basée à Selb.

## Historique

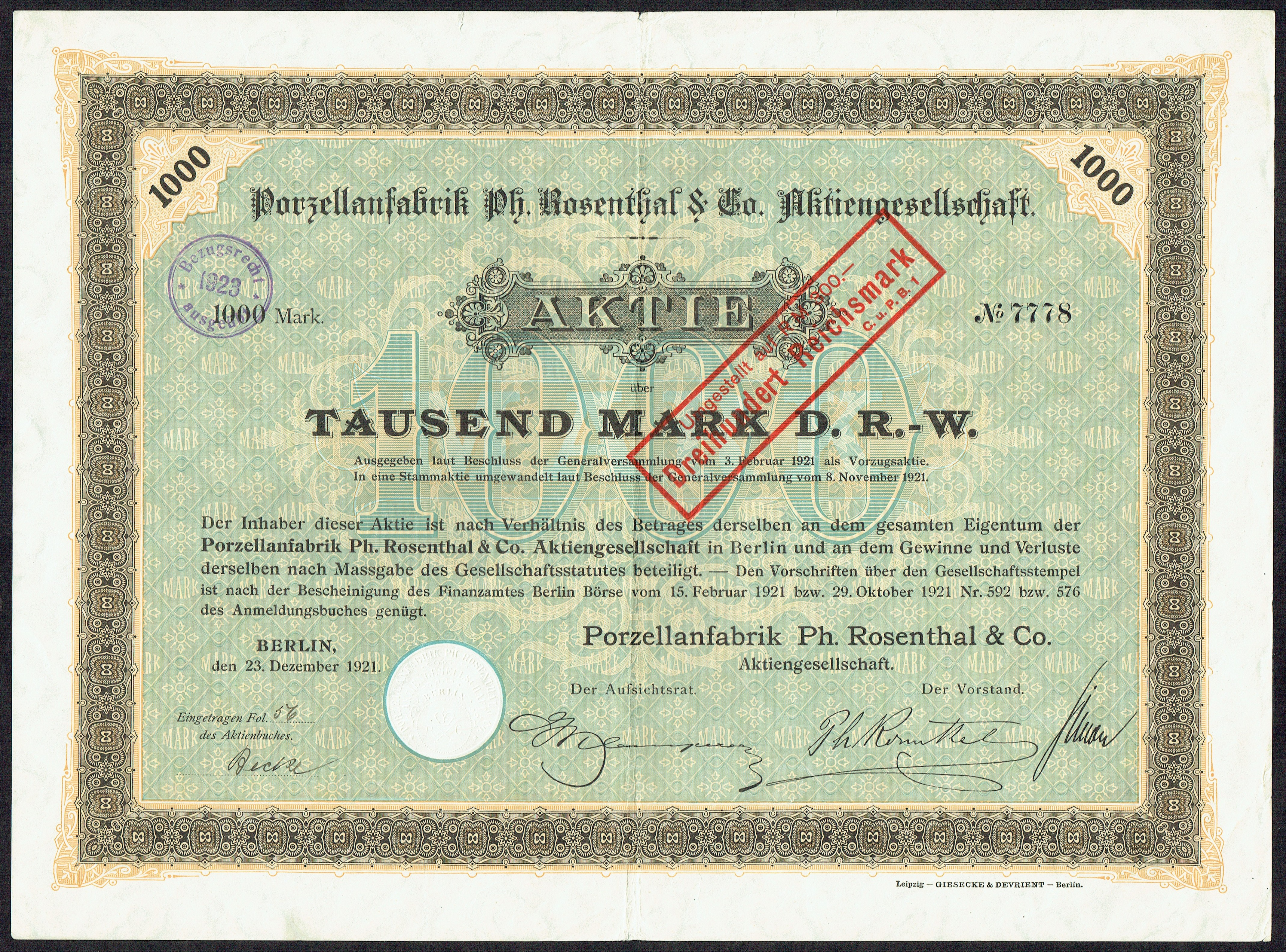
Action du Porzellanfabrik Ph. Rosenthal & Co. AG en date du 23 decembre 1921.

L'entreprise a été fondée en 1879 comme une manufacture familiale. Le fondateur de la société, Philipp Rosenthal, qui s'était d'abord établi à Werl (Westphalie), s'installa ensuite à Selb en Bavière dans le château d'Erkersreuth où il développa et industrialisa l'atelier de peinture.
En 1897, la firme Rosenthal fonda la firme Bauer, Rosenthal & Cie à Kronach. La production rencontra un grand succès, principalement pendant la période Art nouveau.
Expropriée pendant la Seconde Guerre mondiale, la société est restituée à la famille après la guerre. Le fils du fondateur Philip Rosenthal, en assure alors la direction.
La société a fondé un musée de la porcelaine à Selb-Plössberg, le Porzellanikon.
| |  |  |
| Vase de type Rosenthal Art nouveau, vers 1900 (vue de gauche), portant une marque à la base (vue de droite), collection particulière. |  |  |